# Aphrissa schausi
Aphrissa schausi är en fjärilsart som först beskrevs av Andrej Nikolajewitsch Avinoff 1926.  Aphrissa schausi ingår i släktet Aphrissa och familjen vitfjärilar.
Artens utbredningsområde är Guatemala. Inga underarter finns listade i Catalogue of Life.